# Ansambel Rudija Marondinija
Ansambel Rudija Marondinija je nekdanja slovenska narodnozabavna zasedba, ki je delovala med letoma 1967 in 1976. Po zaključku delovanja so se v naslednjih treh letih nekajkrat zbrali še priložnostno.

## Zasedba
Vodja ansambla in hkrati harmonikar ter avtor melodij je bil Rudi Marondini, ki je bil zaradi popolne izgube vida invalid. Ustanovna člana sta poleg njega bila kitarist Maks Guček in kontrabasist Ciril Jerman. Člana ansambla v času snemanja velike plošče sta poleg Marondinija bila basist Janko Meglič in kitarist Polde Slabe.
Za potrebe snemanja so k sodelovanju povabili pevce Kvinteta bratov Zupan iz Kovorja pri Tržiču. Sestav so takrat tvorili Miro, Drago, Dani in Srečko Zupan ter Franci Križaj. V letih 1976-1979 sta za posebne priložnosti z ansamblom prepevali Brigita Lupša in Anica Plemel.

## Delovanje
Ansambel Rudija Marondinija je bil ustanovljen leta 1967 kot trio z diatonično harmoniko in pevko oziroma moškim pevskim kvintetom. Kmalu po pričetku delovanja je že snemal na tedanjem Radiu Ljubljana. Leta 1971 so posneli malo ploščo Stara čuvajnica pri Jugotonu, veliko ploščo Valovom Save pa tri leta pozneje pri RTB.
Trikrat zapored so se predstavili na ptujskem festivalu (prvič na 2. izvedbi tega tekmovanja). Leta 1972 so nastopili tudi na festivalu v Števerjanu in se uvrstili v finale. Pesmi s teh nastopov so posnete na festivalskih ploščah in kasetah. Uvrstili so se tudi v finalno oddajo tekmovanja Slovenski ansambli tekmujejo.
Z delovanjem so prenehali leta 1976, ko je Rudi Marondini postal oče. V naslednjih treh letih so se nekajkrat zbrali še priložnostno z novima pevkama.

## Diskografija
Ansambel Rudija Marondinija je v času delovanja izdal naslednje plošče:
1. Stara čuvajnica (1971) – mala plošča
2. Valovom Save (1974) – velika plošča

## Največje uspešnice
Ansambel Rudija Marondinija je najbolj poznan po naslednjih skladbah:
- Le enkrat, mama
- Na kmečki peči
- Ribič Tone
- Stara čuvajnica
- Valovom Save
- Zažarele so planine